# Ревидирани индекс срчаног ризика
Ревидирани индекс срчаног ризика (РИСР) је алат који се користи за процену пацијентовог ризика од периоперативних срчаних компликација. РИСР и слични алати (као нпр Голдманов мултифакторски индекс)  за клиничко предвиђање су изведени тражењем повезаности између преоперативних варијабли (нпр старости пацијента, врсте операције, коморбидних дијагноза или лабораторијских података) и ризика од срчаних компликација у групи хируршких пацијената („извод кохорта").
Променљиве које имају независну предиктивну вредност у логистичкој регресионој анализи су уграђене у индекс ризика. У идеалном случају, тачност и валидност индекса ризика се затим тестирају у посебној кохорти („кохорта валидације“).

## Историја
Ревидирани индекс срчаног ризика (РИСР)  развијен је 1999. године од стране Лија и сарадника,  и по њему је носио назив Лијев индекс. Ли и сарадници су 1999. године проспективном анализом 4.315 испитаника који су лечени великим елективним хируршким некардиолошким операцијама и били старији од 50 година, издвојили шест независних фактора ризика који су били предиктори лошег исхода оперативног захвата. Сваком фактору ризика додели су по 1 бод и тако је настао Лијев индекс  (енг. Lee-Index) у литератури познатији као Ревидирани индекс за срчани ризик - енг.Revised Cardiac Risk Index (RCRI).
Пошто су студије валидације показале његову ефикасност, РИСР је постао најпрепоручљивији алат за брзу процену периоперативног ризика.
У 2009. и 2014. години, Европско удружење за кардиологију (ЕСЦ) и Европско удружење за анестезиологију (ЕСА) укључили су РИСР у своје преоперативне смернице за процену срчаног ризика и управљање за несрчану хирургију. Такође је РИСР добио препоруку од Америчког колеџа за кардиологију (АЦЦ) и Америчког удружења за срце (АХА).

## Опште информације
Ревидирани индекс срчаног ризика је једноставан алат за процену срчаног оптерећења пацијената на основу шест варијабли, потврђен је код пацијената који су подвргнути хируршким процедурама и сада се широко користи за преоперативну евалуацију, али не укључује старост као варијаблу. 
Ревидирани индекс срчаног ризика процењује шест независних варијабли повезаних са повећаним срчаним ризиком. Ови клинички фактори ризика укључују:
- операцију високог ризика,
- исхемијску болест срца,
- историју конгестивне срчане инсуфицијенције,
- историју цереброваскуларне болести,
- инсулинску терапију за шећерну болест
- преоперативни серумски креатинин већи од 2 мг/дл (или преко 177 micromol/L).

| Фактори ризика                                   | Бодови |
| ------------------------------------------------ | ------ |
| Високо ризичне хируршке интервенције             | 1      |
| Анамнеза о претходном срчаном удару              | 1      |
| Конгестивна срчана слабост                       | 1      |
| Цереброваскуларне болести                        | 1      |
| Инсулино-зависана шећерна болест                 | 1      |
| Преоперативни серумски креатинин виши од 2 mg/dL | 1      |

На основу Лијевог индекса, који је збир преоперативно остварених бодова који су додељени наведеним факторима ризика, пацијенти су груписани у четири
класе ризика за велике непожељне срчане догађаје.
| Бодови   | Класе ризика | Процењени ризик                                                                                    |
| -------- | ------------ | -------------------------------------------------------------------------------------------------- |
| 0        | I            | 0.4 % (низак процењени ризик за појаву постоперативних кардиолошких компликација и смртних исхода) |
| 1        | II           | 0.9 %                                                                                              |
| 2        | III          | 6.6 %                                                                                              |
| 3 и више | IV           | 11.0 % (висок ризик за појаву нежељених интраоперативних и постоперативних срчаних дигађаја)       |

Високо ризичне хируршке интервенције могу бити
- супраингвиналне васкуларне,
- интраперитонеалне
- интраторакалне операције.

Исхемијска болест срца у Лијевом истраживању је подразумевала:
- претходни срчани удар,
- позитиван тест физичким оптерећењем,
- актуелне жалбе на бол у грудима које упућују на миокардну исхемију,
- употреба нитроглицерола
- електрокардиограм са патолошким Q зупцем.

Конгестивна срчана слабост обухватала је симптоматологију срчане слабости са објективним знацима болести: 
- плућни едем,
- пароксизмалну ноћну даиспнеју,
- билатералне пукоте на плућима или галоп (присутан 3. тон), а кад се срчана слабост јавила као постоперативна компликација, уз наведене клиничке параметре, њено присуство је верификовано радиографским налазом плућне конгестије.

Под цереброваскуларним болестима аутори су подразумевали постојање 
- транзиторних исхемијских епизода
- можданог удара у анамнези.

Велики непожељни периоперативни клинички догађаји везани за срце су били:  
- срчани удар,
- плућни едем,
- коморска фибрилација,
- примарни срчани застој,
- комплетан преткоморско-коморски блок.

## Клинички значај
Свака хируршка интервенција носи одређени ризик од компликација. Најразорније компликације могу бити срчане. ГРИ, заједно са његовом ажурираном верзијом РИСР, развијен је да помогне у процени периоперативног ризика од хируршке интервенције. Ови алати се данас користе да би се олакшало доношење одлука хирурзима ради оптимизације исхода пацијената.
РИСР би требало да се користи за израчунавање ризика од периоперативног срчаног ризика код било кога од 45 година или старијег (или од 18 до 44 године са значајном кардиоваскуларном болешћу) који се подвргава елективној некардијалној хирургији или хитној/полухитној (нехитној) некардиохирургији.
Код пацијената са повишеним ризиком (РИСР већи од или једнак 1, код пацијената старости 65 и више година или код пацијената старости од 45 до 64 године са значајном кардиоваскуларном болешћу), помаже у усмеравању даље преоперативне стратификације ризика (нпр са натриуретским пептидом Б-типа, БНП) и одређеног одговарајућег постоперативног мониторинга срца (ЕКГ, тропонини).
Резултати процене ризика се заиста могу користити у преоперативном саветовању и дискусијама о информисаном пристанку. Штавише, ови алати могу бити корисни у комбинацији са прошлом медицинском историјом, породичном историјом и прошлим хируршким исходима како би се одредио одговарајући облик акције за лечење пацијената.
Ако је периоперативни ризик за велики нежељени срчани догађаја мањи од 1%, пацијенти се генерално могу подвргни интервенцији без даљег прегледа срца.